# Xarxa cel·lular

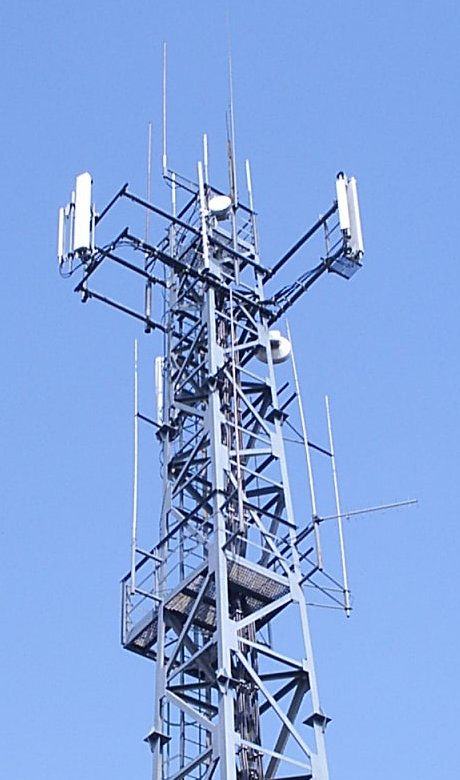
Estació base GSM.

Una xarxa cel·lular o xarxa de cel·les és una xarxa formada per cel·les de ràdio (o simplement cel·les) cadascuna amb el seu propi transmissor, conegudes com a estació base. Aquestes cel·les són emprades per tal de cobrir diferents àrees per a proveir cobertura de ràdio sobre una àrea més gran que la d'una cel·la. Les xarxes de cel·les són inherentment asimètriques amb un conjunt fix de transceptors principals, cadascun servint una cel·la i un conjunt de transceptors distribuïts (generalment, però no sempre, mòbils).

## Avantatges
Aquestes xarxes ofereixen una sèrie de funcions molt desitjables (respecte a les d'una sola estació base):
- Incrementen la capacitat
- Redueixen l'ús d'energia
- Tenen millor cobertura

## Esquemes d'accés al mitjà
El requeriment principal d'una xarxa en el concepte cel·lular és trobar la manera de que cada estació distribuïda distingeixi el senyal del seu propi transmissor del senyal d'altres transmissors.
Hi ha dues solucions per a poder aconseguir-ho: l'accés múltiple per divisió de freqüències (FDMA, de l'anglès Frequency Division Multiple Access) i l'accés múltiple per divisió de codi (CDMA, de l'anglès Code Division Multiple Access).

### Accés múltiple per divisió de freqüències (FDMA)
FDMA: funciona emprant freqüències diferents entre cel·les veïnes. Trobant la freqüència de la cel·la triada les estacions distribuïdes poden descartar els senyals de les cel·les veïnes.

### Accés múltiple per divisió de codi (CDMA)
CDMA: consisteix en l'assignació d'un codi únic per a cada equip terminal connectat a la xarxa. La característica d'aquests codis, és que són ortogonals entre si, de manera que no s'interfereixen mútuament. L'estació base transceptora els desxifra aplicant mètodes de separació de codis ortogonals, aconseguint establir comunicació unívoca amb cada equip terminal enganxat.

### Altres esquemes d'accés al mitjà
L'accés múltiple per divisió de temps (TDMA, de l'anglès Time Division Multiple Access), consisteix en la divisió del continu temporal en "ranures de temps" (de l'anglès: time-slots). Per exemple, GSM empra aquest esquema amb ranures de 125 ms, facilitant un total d'1 s / 125 ms = 8 canals per sector.
Però, igual que altres mètodes disponibles d'accés al mitjà, com l'accés múltiple per divisió de polarització (PDMA de l'anglès Polarization Division Multiple Access), TDMA no pot ser emprat per separar els senyals d'una cel·la amb la de la seva veïna, ja que els seus efectes varien amb la posició, i això fa que la separació del senyal sigui pràcticament impossible. No obstant això, TDMA és àmpliament emprat en combinació amb FDMA o CDMA (esquemes dúplex) en sistemes de comunicacions mòbils, amb l'objecte d'atorgar múltiples canals a l'àrea de cobertura d'una sola cel·la.

## Missatges de difusió i paginació
Pràcticament tots els sistemes cel·lulars tenen algun mecanisme de missatges de difusió. Aquest pot ser emprat per a distribuir informació a tots els mòbils, per exemple, en els sistemes de telefonia cel·lular, la finalitat més important dels missatges de difusió és per configurar el canal per a les comunicacions un a un entre el transceptor mòbil i l'estació base. Això s'anomena paginació.
Els detalls del procés de paginació varien de xarxa a xarxa, però normalment es coneix un nombre limitat de cel·les on el telèfon es troba (aquest grup de cel·les s'anomena àrea de localització en els sistemes GSM o àrea d'encaminament en els UMTS). La paginació comença enviant missatges de difusió en aquestes cel·les. Els missatges de paginació poden ser emprats per a transferir informació. Això es fa servir, per exemple, en els sistemes CDMA amb què s'envien els missatges SMS.

## Reutilització de freqüències

Reutilització de freqüències en una xarxa cel·lular

L'increment en la capacitat d'una xarxa cel·lular, comparant amb una xarxa amb un sol transmissor, ve amb el fet que la mateixa radiofreqüència pot ser emprada en una àrea diferent per a una transmissió completament diferent. Si hi hagués un sol transmissor, solament una transmissió pot ser realitzada en una freqüència donada. Desafortunadament és inevitable cert nivell d'interferència en el senyal produït per les altres cel·les que fan servir la mateixa freqüència. Això vol dir que en un sistema estàndard FDMA hi haurà almenys un espai buit entre cel·les que utilitzin la mateixa freqüència.
El factor de reutilització de freqüència indica el període abans de poder utilitzar la mateixa freqüència en una xarxa. Això és 1/n on n és el nombre de cel·les que no poden emprar una freqüència determinada en transmissió.
Els sistemes CDMA usen una banda de freqüència més gran per a aconseguir la mateixa taxa de transmissió que FDMA, però compensen això i que posseeixen un factor de reutilització d'1. En altres paraules, cada cel·la empra la mateixa freqüència i els diferents sistemes estan separats per codis en lloc de freqüències.

## Moviment de cel·la a cel·la i traspàs
L'ús de múltiples cel·les ha de tenir en compte que, si els transceptors distribuïts són mòbils i es mouen d'un lloc a un altre, poden també canviar de cel·la. El mecanisme per això canvia depenent del tipus de xarxa i les circumstàncies del canvi. Per exemple, si hi ha una comunicació contínua i no es vol que s'interrompi, llavors s'haurà de tenir especial cura per evitar les interrupcions. En aquest cas hi ha d'haver una coordinació clara entre l'estació base i el mòbil, sabent amb precisió aquesta la localització del terminal. Generalment aquests sistemes fan servir algun tipus d'accés múltiple independent en cada cel·la, així s'anticipa un estat de traspàs i es reserva un nou canal per a l'estació mòbil en la nova estació base que li brindarà el proper servei. El mòbil llavors es mou del canal en la seva estació base actual cap al nou canal i des d'aquest punt la comunicació continua.
Els detalls dels canvis d'una estació base a una altra varia considerablement entre els diferents sistemes. Per exemple a tots els traspassos GSM i els traspassos entre freqüències W-CDMA l'estació mòbil ha d'investigar" el canal que vol començar a utilitzar abans de connectar-se amb ell. Una vegada el canal està confirmat, la xarxa ha de comandar al mòbil per connectar-lo al nou canal i al mateix temps iniciar una comunicació bidireccional de forma que no hi hagi talls en la transmissió. En CDMA2000 i en W-CDMA hi ha traspassos en la mateixa freqüència, ambdós canals són utilitzats al mateix temps (això s'anomena traspàs "soft").

## Àrea de cobertura d'una cel·la

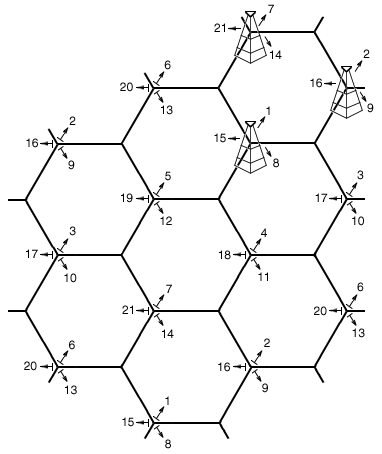
Torres de telefonia mòbil a les cantonades de cada cel·la hexagonal. Els números de canal provenen de la patent 4,144,411 dels EUA

La xarxa cel·lular ideal, mostrada en els llibres, té cel·les hexagonals (amb una jerarquia de cel·les principals i subcel·les), atès que les torres de les estacions base tenen tres grups d'antenes direccionals cobrint uns lòbuls separats 120° en el pla horitzontal, per aconseguir una cobertura total de 360°, i que d'existir (no sempre estan ocupats) se situarien en els tres vèrtexs alternats de l'hexàgon virtual de la cel·la. En la pràctica la cobertura de la cel·la varia considerablement depenent del terreny, la ubicació de l'antena, les construccions que puguin interferir, els punts de mesurament i les barreres.
Per raó de la idiosincràsia de la xarxa que ha de saber amb suficient precisió on es troba el terminal mòbil dins la cel·la, hi ha dos paràmetres que són imprescindibles per tal de poder determinar la posició del terminal, que per fer-ho fàcil, expressats en coordenades polars relatives a la torre de l'estació base són: el mòdul i l'argument del vector "torre-terminal mòbil" que defineixen la posició del terminal respecte l'estació base. L'argument del vector és l'angle amb què incideix el senyal respecte a les antenes de l'estació base (que es calcula comparant la potència relativa amb què arriba dit senyal a cada una de les tres antenes), el módul del vector es la distància terminal mòbil-torre (que es determina mesurant el temps que triga el senyal a fer el trajecte torre-terminal-torre sabent que ho fa a 300.000 km/s); ambdós queden registrats a l'ordinador de l'estació base on es fa el càlcul.
L'altre factor que intervé considerablement en la cobertura és la freqüència emprada. Ras i curt, les freqüències baixes tendeixen a penetrar bé els obstacles, les freqüències altes solen ser detingudes per objectes prims. Per exemple, una paret de guix de 5 mil·límetres detindrà completament la llum, però no tindrà cap efecte sobre les ones de ràdio.
L'efecte de la freqüència en la cobertura es manifesta atès que les diferents freqüències serveixen millor a diferents usos. Freqüències baixes, com la de 450 MHz del NMT (sigles en anglès), donen bona cobertura en àrees campestres. La de 900 Mhz del GSM 900 és una solució apropiada per a àrees urbanes petites. El GSM 1800 empra la banda d'1.8 GHz que ja comença a ser limitada per parets primes. Aquest és un desavantatge quan es parla de cobertura, però és un avantatge quan es parla de capacitat; així són possibles les pico-cel·les, per exemple: a un pis d'un edifici, i la mateixa freqüència pot ser emprada per cel·les que són pràcticament veïnes. El sistema UMTS a 2.1 GHz és similar al GSM 1800 en cobertura. A 5 GHz les xarxes sense fils 802.11a tenen ja una molt limitada capacitat per penetrar parets i solen ser limitades a una sola habitació d'un edifici. Al mateix temps a 5 GHz es pot travessar fàcilment finestres i parets fines, per la qual cosa és emprada en WLANs.
Si es sobrepassen aquests rangs, la capacitat general de la xarxa s'incrementa (hi ha disponible més amplada de banda) però la cobertura comença a ser limitada a la línia de visió. Els enllaços infrarojos han estat considerats per a ús en xarxes cel·lulars, però el seu ús segueix limitat a aplicacions punt a punt.
L'àrea de servei d'una cel·la pot també variar per raó de la interferència de sistemes transmetent dins d'ella i al seu voltant. Això és així especialment en sistemes basats en CDMA. El receptor requereix cert nivell de senyal/soroll. Quan el receptor s'allunya del transmissor el senyal transmès es redueix. A mesura que la interferència (soroll) creix sobre el senyal rebut i no es pot augmentar més el nivell en el transmissor, aquesta es corromp i és eventualment inusable. En els sistemes basats en CDMA l'efecte de la interferència d'un altre transmissor mòbil en la mateixa cel·la és molt marcat i té un nom especial, respir de cel·la.
Per veure exemples reals de cobertures de cel·les es poden buscar mapes proveïts per operadors reals en els seus llocs webs; en certs casos es marca el lloc dels transmissors, en uns altres es destaquen els punts més forts de cobertura.

## Telefonia cel·lular

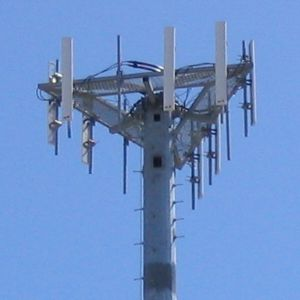
Tope de torre repetidora cel·lular

L'exemple més comú d'una xarxa cel·lular és la xarxa de telefonia mòbil (o telefonia cel·lular). Un telèfon mòbil és un dispositiu portàtil que rep o realitza trucades a través d'una cel·la (estació base), o torre de transmissió. S'utilitzen ones de radiofreqüència per transferir senyals cap a i des del telèfon cel·lular. Grans àrees geogràfiques (que representen la cobertura d'un proveïdor de servei) són dividides en petites cel·les que puguin donar servei al gran nombre de telèfons actius en una àrea, tot compensant les pèrdues dels senyals de línia de visió. Cada cel·la té un rang de 25 a 20 milles o més, típics són els valors entre.5 i 5 milles, encavalcant-se les unes amb les altres. Totes les cel·les estan connectades a commutadors (autopatch) per comunicar-se amb línies de la xarxa de telefonia publica o altres commutadors d'altres companyies de telefonia mòbil.
Quan un usuari de telefonia mòbil es mou d'una cel·la a una altra, el commutador automàticament indica al dispositiu i a la cel·la amb el senyal més fort (indicada pel dispositiu) a traslladar-se a un nou canal de ràdio (freqüència). Quan el dispositiu respon a través de la nova cel·la, el commutador d'intercanvi el connecta amb aquesta nova cel·la.
Amb CDMA el procés és diferent. Múltiples dispositius comparteixen un canal de radiofreqüència específic; els senyals són separats emprant un codi de pseudosoroll (codi PN de l'anglès Pseudonoise Code) específic de cada telèfon. A mesura que l'usuari es mou d'una cel·la a una altra el dispositiu es connecta amb múltiples cel·les (o sectors del mateix lloc) simultàniament. Això és conegut com a traspàs soft perquè, al contrari de la telefonia cel·lular tradicional, no hi ha un punt definit on el dispositiu canviï cap a la nova cel·la.

### Tecnologies cel·lulars modernes
Els sistemes de telefonia mòbil moderns utilitzen cel·les a causa que les freqüències de ràdio són recursos limitats i compartits. Les cel·les i els dispositius canvien de freqüència sota el control d'ordinadors i fan servir transmissors de baixa potència, així el nombre limitat de freqüències pot ser utilitzat per moltes trucades amb menys interferència. Els dispositius CDMA en particular, han de tenir un control estricte de la potència per evitar la interferència entre si. Un benefici "accidental" d'això és que les bateries necessiten menys potència i, per tant, tenen més durada entre recàrregues.
Ja que la majoria dels telèfons mòbils utilitzen tecnologia cel·lular, incloent-hi GSM, CDMA i AMPS (analògic), el terme "telèfon mòbil" és intercanviable amb "telèfon cel·lular"; però, una excepció de telèfons mòbils que utilitzen tecnologia cel·lular són els telèfons per satèl·lit.
Els sistemes d'abans de l'arribada de la tecnologia cel·lular es segueixen emprant en alguns llocs. L'ús real més notable d'aquests és el cas de molts ràdio-aficionats que mantenen repetidors de VHF en els seus clubs.

### Tecnologies cel·lulars
Hi ha un ampli ventall de tecnologies cel·lulars digitals que inclouen: GSM, GPRS, CDMA, EV-DO, EDGE, 3GSM, DECT, AMPS digital, LTE i iDEN.